# 아사역
아사역(일본어: 厚狭駅 아사에키[*])은 일본 야마구치현 산요오노다시에 위치한 서일본 여객철도 소속의 철도역이며, 산요 신칸센, 산요 본선의 정차역이자, 미네 선의 종착역이다.
승강장 구조로는 신칸센은 2면 2선, 산요 본선을 포함한 일반 철도선은 4면 5선이다.

## 승강장
| 1  | ■미네 선    | 미네 · 나가토시 방면     |                                                |                  |
| 1  | ■산요 본선  | 시모노세키 방면          | 새벽 당일 발차                                 |                  |
| 2  | ■산요 본선  | 신야마구치 · 호후 방면   | 당일 발차                                      |                  |
| 2  | ■산요 본선  | 시모노세키 방면          | 시발 열차                                      |                  |
| 2  | ■미네 선    |                          | 미네 · 나가토시 방면                           | 일부 열차에 한함 |
| 3  |             |                          | 예비 승강장, 화물 등으로 사용되는 경우가 있다. |                  |
| 6  | ■산요 본선  | 신야마구치 · 호후 방면   |                                                |                  |
| 7  | ■산요 본선  | 시모노세키 방면          |                                                |                  |
| 11 | 산요 신칸센 | 히로시마 · 신오사카 방면 |                                                |                  |
| 12 | 산요 신칸센 | 고쿠라 · 하카타 방면     |                                                |                  |

## 역 역사
- 1999년 3월 13일 - 산요 신칸센 정차역으로 영업 개시.

## 인접 역
| 서일본 여객철도 산요 신칸센 | 서일본 여객철도 산요 신칸센 | 서일본 여객철도 산요 신칸센 |
| --------------------------- | --------------------------- | --------------------------- |
| 신야마구치 신오사카 방면    | ■ 산요 · 규슈 신칸센        | 신시모노세키 하카타 방면    |
| 서일본 여객철도 산요 본선   |                             |                             |
| 오노다 신야마구치 방면      | 보통                        | 하부 시모노세키 방면        |
| 서일본 여객철도 미네 선     |                             |                             |
| 시·종착역                   | 보통                        | 유노토 미네・나가토시 방면  |